# Asociación Rosarina de Handball
La Asociación Rosarina de Handball (A.R.H.) es una asociación argentina que regula el balonmano en la ciudad santafesina de Rosario. Actualmente se encuentra asociada a la Confederación Argentina de Handball (C.A.H).

## Historia
Fue fundada el 27 de octubre de 1987 por José M. Sobral y por los clubes rosarinos, Centro Asturiano de Rosario, Club Acebal de handball, Club Policial balonmano, Instituto General San Martín de Rosario y San Francisco Solano balonmano.
Cabe destacar que la presente asociación rosarina se halla actualmente afiliada a la Confederación Argentina de Handball (C.A.H.), aunque solo estuvo primeramente entre los años 1987 a 1994, luego se desafilió durando en ese estado el lapso que comprende entre 1995 a 1996, después desde 1997 al 2001 se afiliaría con la Unión Argentina de Balonmano, durando solo tres años en ella, posteriormente desde 2002 a la actualidad volvería a estar bajo órdenes de la Confederación Argentina de Handball.

## Asociaciones relacionadas
Afiliadas a la C.A.H.
- Federación Metropolitana de Balonmano Fe.Me.Bal
- Asociación Pampeana de Balonmano (A.Pa.Bal.)
- Asociación Pehuajense de Balonmano (A.Pe.Bal)
- Asociación Sureña de Balonmano ASBAL
- Asociación Correntina de Balonmano
- Federación Atlántica de Balonmano Fed.A.Bal
- Asociación Bahiense de Handball
- Federación Rionegrina de Handball
- Federación Neuquina de Balonmano Fe.Neu.Bal.
- Federación Chubutense de Handball
- Asociación Río Gallegos de Handball

* Asociación Rosarina de Handball'
- Asociación Santafesina de Handball
- Asociación de Handball del Noreste
- Asociación Salteña de Balonmano
- Federación Jujeña de Handball
- Federación Sanjuanina de Balonmano Fe.Sa.B
- Asociación Mendocina de Balonmano A.Me.Ba
- Asociación Tucumana de Handball
- Federación Cordobesa de Handball
- Asociación San Luis de Handball
- Asociación del Nordeste de la Prov.de Bs.As AsBalNor
- Asociación de Handball de los Lagos del Sur
- Asociación Atlántica de Balonmano As.A.Bal
- Federación Entrerriana de Handball